# Kyselina p-toluová
Kyselina p-toluová (také nazývána jako kyselina 4-methylbenzoová) je organická sloučenina patřící mezi aromatické karboxylové kyseliny. Je meziproduktem v postupu, při němž se z p-xylenu vyrábí kyselina tereftalová používaná při výrobě polyethylentereftalátu (PET). Je to bílá krystalická pevná látka prakticky nerozpustná ve vodě, ale rozpustná v acetonu.